# Jaguar Mark IV
Jaguar Mark IV — перший автомобіль люкс-класу британської компанії Jaguar, що випускався у 1935–1949 роках. У ньому використовували рядні 4-х (R4) та 6-циліндрові (R6) рядні мотори. На час випуску мали позначення S.S. Jaguar 1 ½ litre, S.S. Jaguar 2 ½ litre, S.S. Jaguar 3½ litre від назви компанії SS Cars Ltd (з 1945 Jaguar).

## Історія
На моделі 1½ літра стояв рядний мотор об'ємом 1608 см³ і потужністю 40 к.с., 52 к.с.(1938). на моделі 2½ літра 6-циліндровий мотор об'ємом 2663 см³ розвивав потужність 75 к.с. На моделях стояла 4-ступінчаста КП і вони розвивали швидкість 120–140 км/год.
Осінню 1937 розробили суцільнометалевий кузов без дерев'яного каркаса. Появилась 2-дверна модифікація з кузовом кабріолет. До Лондонського автосалону S.S. Jaguar 1 ½ Litre отримав мотор об'ємом 1776 см³ з потужністю 65 к.с. Після просвердлювання блоку циліндрів отримали R6 об'ємом 3485 см³ і потужністю 125 к.с., що дозволяв досягнути 150 км/год. З вступом Британії до активної фази війни виробництво усіх модифікацій зупинили (1940). Виробництво відновили 1946 під назвою Jaguar Mark IV через зміну назви компанії і через два роки припинили.
Загалом було виготовлено 1 ½ літрових машин 7335 до війни і 5761 після війни (до 1949). Це була остання 4-циліндрова модель Jaguar до появи Jaguar X-Type (2002). Моделі 2 ½ і 3 ½ літри виготовили до війни 5407 і 1308 відповідно. Після війни Jaguar сам почав виготовляти мотори R6, випустивши з ними 1749 машин з кузовом кабріолет, 3860 з кузовом лімузин і 498 Drophead-Coupés. На зміну прийшла модель Mk V.

### Технічні дані Jaguar Mark IV

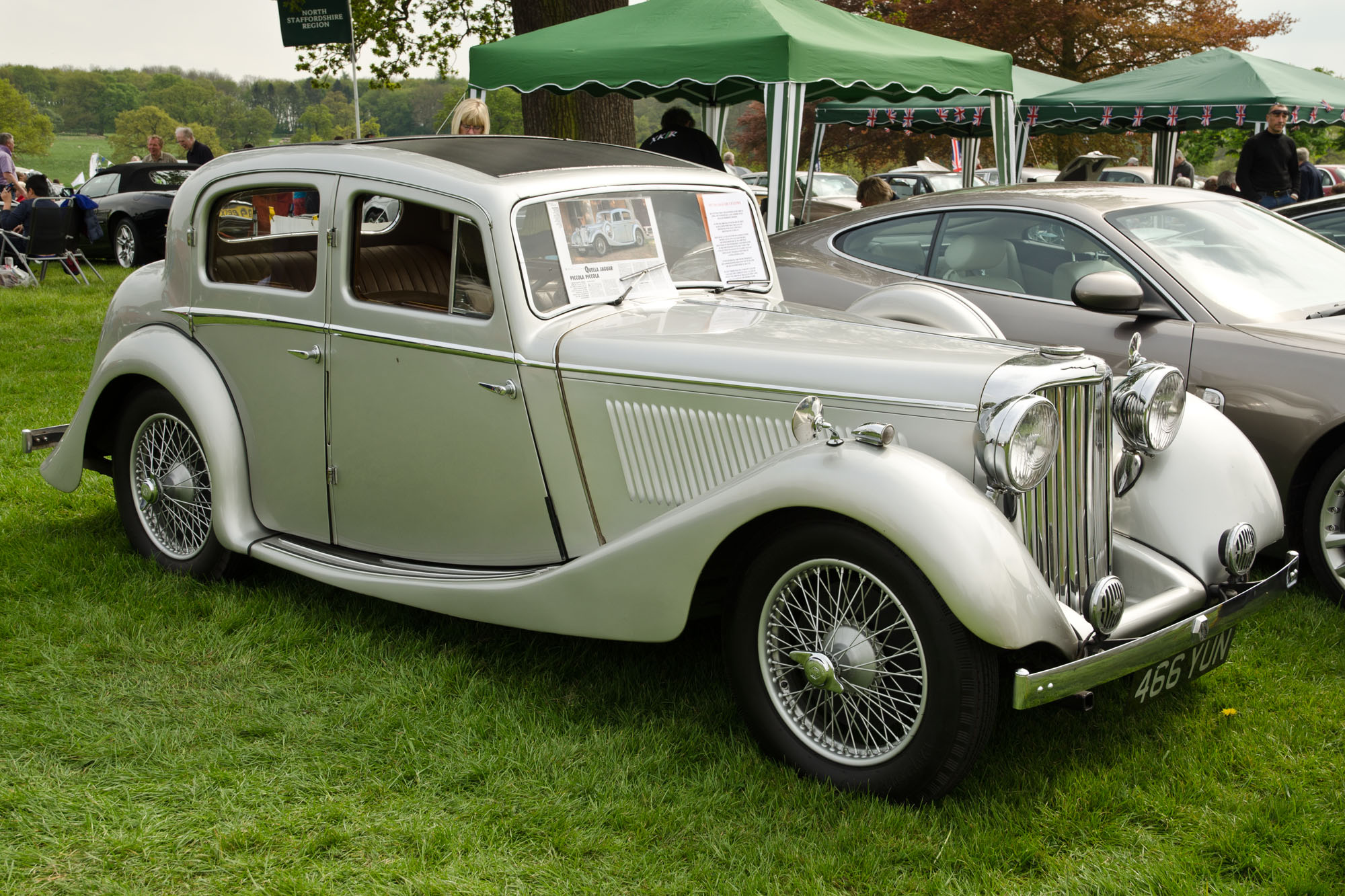
SS Jaguar 1.5 Litre. 1937

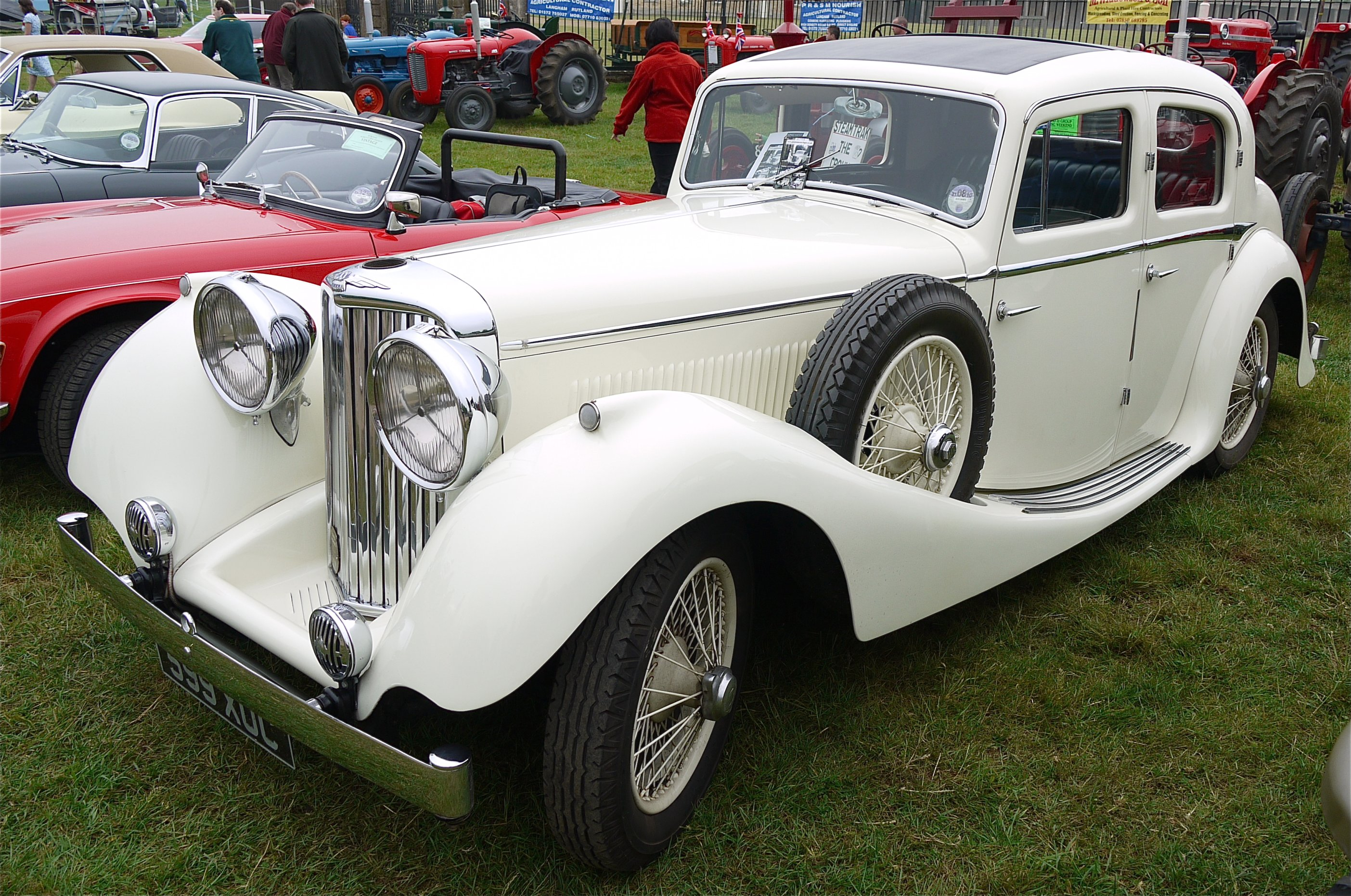
SS Jaguar 2.5 Litre. 1936

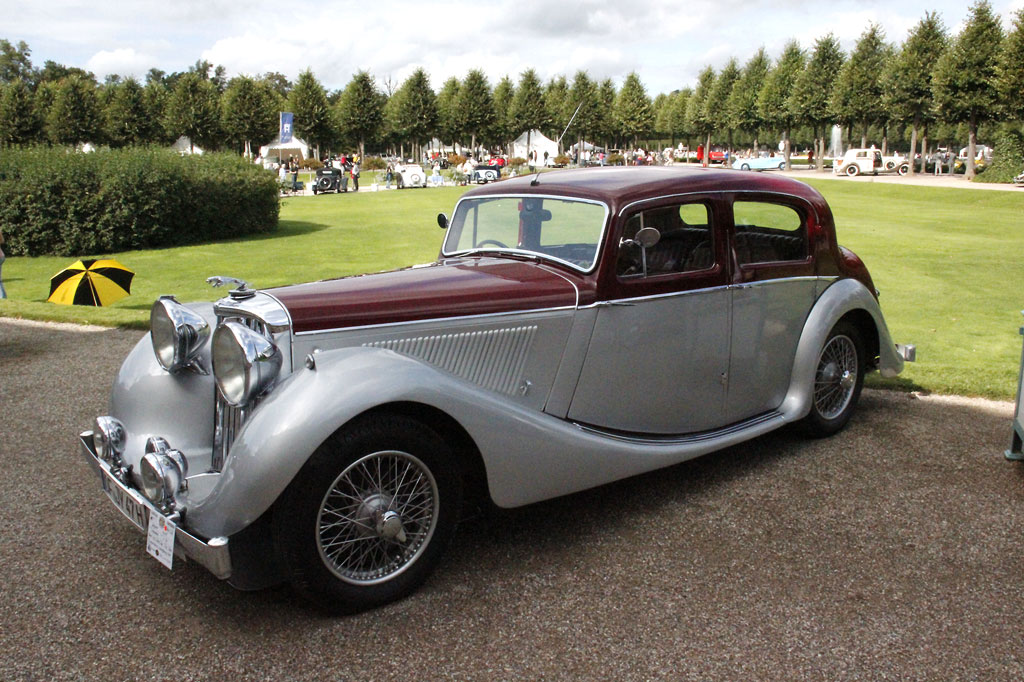
Jaguar MK IV. 1947

|                    |                                     |                                     |                                     |
| Розміри            | Параметри                           |                                     |                                     |
| Компанія-виробник  | SS Cars                             | SS Cars                             | Jaguar Cars                         |
| Модель             | SS Jaguar 1½ Litre Jaguar 1½ Litre  | SS Jaguar 2½ Litre Jaguar 2½ Litre  | SS Jaguar 3½ Litre                  |
| Роки випуску:      | 1935-1940 1946-1949                 | 1935-1940 1946-1948                 | 1937-1940 1946-1948                 |
| Тип кузова         | 4-дверний седан 2-дверний кабріолет | 4-дверний седан 2-дверний кабріолет | 4-дверний седан 2-дверний кабріолет |
| Колісна база:      | 2860 мм                             | 3020 мм • 3050 мм (з 1938)          | 3050 мм                             |
| Довжина:           | 4390 мм                             | 4720 мм                             | 4720 мм                             |
| Ширина:            | 1660 мм                             | 1680 мм                             | 1680 мм                             |
| Висота             | 1520 мм                             |                                     |                                     |
| Маса порожнього:   | 1524 кг                             | 1625 кг                             | 1625 кг                             |
| Мотор              | R4                                  | R6                                  | R6                                  |
| Потужність мотору: | 52 к.с. • 65 к.с.                   | 75 к.с.                             | 125 к.с.                            |
| Об'єм мотору       | 1,608 см³ • 1776 см³                | 2,664 см³                           | 3485 см³                            |
| Трансмісія :       | 4-ст. ручна КП                      | 4-ст. ручна КП                      | 4-ст. ручна КП                      |
| Швидкість :        | 120 км/год                          | 130 км/год                          | 150 км/год                          |